# شركة السكك الحديدية الإثيوبية
شركة السكك الحديدية الإثيوبية هي مشغل السكك الحديدية الوطني في إثيوبيا، بموجب لائحة وزارة النقل. تقوم الشركة بتشغيل نقل الركاب والبضائع. تأسست في 28 نوفمبر 2007 (اللائحة 141/2007) كشركة شبه عامة لتشغيل خدمات النقل بالسكك الحديدية للركاب والشحن في إثيوبيا، تتلقى الدعم الفيدرالي ولكنها تدار كمنظمة ربحية.  يقع مقرها في أديس أبابا.